# Gnipahellir
Dans la mythologie nordique, Gnipahellir (Roc béant) est une grotte à laquelle Garmr, le chien gardien de l'entrée de Hel (parfois identifié à Niflheim), est enchaîné jusqu'à la bataille prophétique du Ragnarök (à l'image d'autres personnages de la mythologie, dont le loup Fenrir et le dieu Loki, qui sont eux aussi enchainés en d'autres lieux jusqu'au Ragnarök).